# Maya Petrova
Maya Andreyevna Petrova (Volgogrado, 26 de maio de 1982) é uma handebolista profissional russa, campeã olímpica.

## Carreira
Maya Petrova fez parte do elenco medalha de ouro na Rio 2016.